# Billy Ray Cyrus
William „Billy“ Ray Cyrus (* 25. srpna 1961 Flatwoods, Kentucky) je americký zpěvák, skladatel, a herec. Je držitelem prestižního ocenění Ceny Grammy. Je také známý jako představitel role Robbyho Raye Stewarta v seriálu Hannah Montana.

## Diskografie
- Some Gave All (1992)
- It Won't Be the Last (1993)
- Storm in the Heartland (1994)
- Trail of Tears (1996)
- Shot Full of Love (1998)
- Southern Rain (2001)
- Time Flies (2003)
- The Other Side (2004)
- Wanna Be Your Joe (2006)
- I Learned From You (2006)
- Home At Last (2007)
- Love Songs (2008)
- Back To Tennessee (2009)
- Real Gone (2010)

## Filmové role
- Radical Jack (2001) jako Jack
- Doc (2001) jako Dr. Clint Cassidy
- Mulholland Drive (2001) jako Gene
- Wish You Were Dead (2002) jako Dean Longo
- Death and Texas (2004) jako Spoade Perkins
- Elvis Has Left the Building (2004) jako Hank
- Hannah Montana (2006–2009) jako Robby Ray Stewart
- Hannah Montana: The Movie (2009) jako Robby Ray Stewart